# Joe Lansdale (cầu thủ bóng đá)
Joseph Lansdale (4 tháng 3 năm 1894 - 1977) là một cầu thủ bóng đá người Anh thi đấu ở vị trí thủ môn thi đấu ở Football League cho Millwall.

## Cuộc sống cá nhân
Lansdale phục vụ ở Royal Artillery trong Thế chiến thứ I.

## Thống kê sự nghiệp
| Câu lạc bộ          | Mùa giải            | Giải quốc nội        | Giải quốc nội | Giải quốc nội | Cúp FA  | Cúp FA    | Tổng    | Tổng      |
| Câu lạc bộ          | Mùa giải            | Hạng đấu             | Số trận       | Bàn thắng     | Số trận | Bàn thắng | Số trận | Bàn thắng |
| ------------------- | ------------------- | -------------------- | ------------- | ------------- | ------- | --------- | ------- | --------- |
| Millwall            | 1920-21             | Third Division       | 40            | 0             | 1       | 0         | 41      | 0         |
| Millwall            | 1921-22             | Third Division South | 40            | 0             | 5       | 0         | 45      | 0         |
| Millwall            | 1922-23             | Third Division South | 29            | 0             | 3       | 0         | 32      | 0         |
| Millwall            | 1923-24             | Third Division South | 9             | 0             | 0       | 0         | 9       | 0         |
| Millwall            | 1924-25             | Third Division South | 10            | 0             | 1       | 0         | 11      | 0         |
| Millwall            | 1925-26             | Third Division South | 19            | 0             | 5       | 0         | 24      | 0         |
| Millwall            | 1926-27             | Third Division South | 37            | 0             | 5       | 0         | 42      | 0         |
| Millwall            | 1927-28             | Third Division South | 8             | 0             | 0       | 0         | 8       | 0         |
| Millwall            | 1928-29             | Second Division      | 19            | 0             | 4       | 0         | 23      | 0         |
| Millwall            | 1929-30             | Second Division      | 25            | 0             | 3       | 0         | 28      | 0         |
| Tổng cộng sự nghiệp | Tổng cộng sự nghiệp | Tổng cộng sự nghiệp  | 237           | 0             | 27      | 0         | 264     | 0         |